# Suázis
Os suázis ou suazis compõem o principal grupo étnico de Essuatíni e são falantes da língua suázi, um idioma do grupo das línguas bantas.
Existe também uma população suázi na África do Sul que, durante o regime do apartheid, foi confinada ao bantustão de Canguane, actualmente parte da província de Mepumalanga.